# Siklós
Siklós [šiklóš] (německy Sieglos, chorvatsky Šikloš) je město v Maďarsku v župě Baranya, poblíže chorvatských hranic. Nachází se asi 21 km jižně od Pécsu a je správním střediskem stejnojmenného okresu. Město se rozkládá na ploše 50,92 km² a žije zde 8 679 obyvatel.

## Název
Název města pochází ze slova sikló, které v maďarštině znamená užovka. Ve fonetické podobě byl potom přejat do dalších jazyků, ať už jihoslovanských (jako Šikloš/Шиклош), tak do němčiny.

## Historie
Ve středověku byl Siklós městem s tržním právem, které se rozvíjelo okolo hradu. Ten byl poprvé připomíná pécsskou kapitulou roku 1294. 
Město bylo dlouhou dobu okupováno Turky. Ti jej sice ohrožovali již na počátku 16. století, přišli ale až po bitvě u Moháče, od roku 1532 již hrad s osadou plně ovládali.  
Během tažení sultána Sulejmana do Uher v roce 1543 osmanská armáda nejprve 23. června dobyla Valpovo ve Slavonii. Sulejman pak vyslal svou armádu severně od řeky Drávy, aby dobyla Siklós, který patřil rodu Perényi, který byl během občanské války zuřící v Uhrách na straně krále Ferdinanda I. Habsburského. Buď 24. nebo 25. června dostal Siklós příležitost se vzdát, ale posádka vedená kastelánem Mihály Vasem odmítla.
Během vlády, která trvala přes sto let, zde Osmané postavili mešitu (dochovala se do současnosti) a dále turecké lázně a na ně napojený systém distribuce vody s cisternami. Město bylo později osvobozeno. 
V roce 1791 v souvislosti se změnami v Habsburské monarchii zde byla povolena i výstavba reformovaného kostela. 
Po první světové válce bylo nějakou dobu součástí srbsko-maďarské republiky Baranya-Baja. Zástupci nově vzniklého jugoslávského království si město nárokovali, nicméně mezinárodní společenství při vyjednávání novou hranici nakonec stanovilo takovým způsobem, že Siklós (s většinově maďarským obyvatelstvem) jihoslovanskému státu nepřipadl. Po skončení existence republiky Baranya-Baja byl připojen k Maďarsku.
V říjnu 1944 provedli spojenci několik leteckých útoků na Siklós, které si vyžádaly oběti na životech. Po druhé světové válce se modernizace a industrializace městu víceméně vyhnula. V severní části Siklóse bylo postaveno menší panelové sídliště, integrované do stávající zástavby.
V roce 1977 byla obec povýšena na město. Zároveň k němu byl přopojen i nedaleký Máriagyűd.

## Obyvatelstvo
Podle sčítání lidu v roce 2001 zde žilo 10 461 obyvatel, a roku 2018 jen 8999. V roce 2024 mělo město 8679 obyvatel. Obyvatelstvo je většinově maďarské (85,2 % obyvatel), dále jsou zde zastoupeni Romové (1,6 % obyvatel), Chorvati (1,9 % obyvatel), Němci (2,3 % obyvatel) a další menšiny mají menší podíl než 1 %. Působí zde menšinové národnostní samosprávy. 32,8 % obyvatel se hlásí k Římskokatolické církvi, 10,6 % ke kalvinismu, 0,3 k řeckokatolické církvi a 0,8 % k luteránství.

## Administrativní dělení
Nejbližší města jsou Harkány a Villány. Poblíže jsou též obce Csarnóta, Kisharsány, Matty, Nagyharsány, Túrony a Vókány.

## Hospodářství
Ve městě stojí průmyslová zóna.

## Pamětihodnosti a zajímavosti
Město má své muzeum, galerii a dále zde existuje také keramická dílna a městská galerie. V celém regionu Baranya má výroba keramiky dlouhou tradici. Pořádají se zde také kulturní akce pro chorvatskou menšinu a existuje zde i chorvatská knihovna.
- Hrad, poprvé zmiňovaný k roku 1296 a postupně přestavovaný[5], takže tu lze najít všechny stavební slohy od románského po baroko. Na hradě je umístěno muzeum. Přiléhá k němu zámecký park, kde se nachází socha Dorotey Kanižské.
- Poutní kostel Panny Marie, barokní stavba s gotickým chórem, je známé poutní místo, jeho status uznal již papež Pius VII.
- Gotický farní kostel s přilehlým klášterem byl postaven po roce 1300 pro řád augustiniánů. V bývalém klášteře je vyhlášená keramická dílna a muzeum.
- kostel srbské pravoslavné církve (maďarsky Szerb templom).
- Malkocs-begova mešita z doby turecké okupace tehdejších Uher, obnovena byla roku 1994. Slouží pro občasné výstavy a kultruní události.[5]

Severně od města se nachází vrchol Csukma-hegy, který je zalesněný a který z jižní strany obklopují vinice. Vedou na něj také turisticky značené trasy.
Město tvoří centrum vinné stezky Villány-Siklós. Radnice města Siklós dlouhodobě podporuje turistiku v souvislosti s místním vinařstvím.

## Doprava
Siklósem neprocházejí žádné významnější dopravní tahy. Provoz na původní železniční trati přes Siklós byl v minulosti zastaven, provoz probíhá jen do stanice Nagyharsány.
Výhledově má východně od města (ve větší vzdálenosti) vést dálnice M6, která bude směřovat do chorvatského města Beli Manastir.

## Zdravotnictví
V Siklósi stojí nemocnice.

## Sport a rekreace
Ve městě se (na jeho jižním okraji) nachází termální lázně a koupaliště.

## Známé osobnosti
- George Mikes, britský spisovatel
- Albert Siklós, skladatel
- Rudolphus de Benyovszky, violinista a skladatel

### Galerie

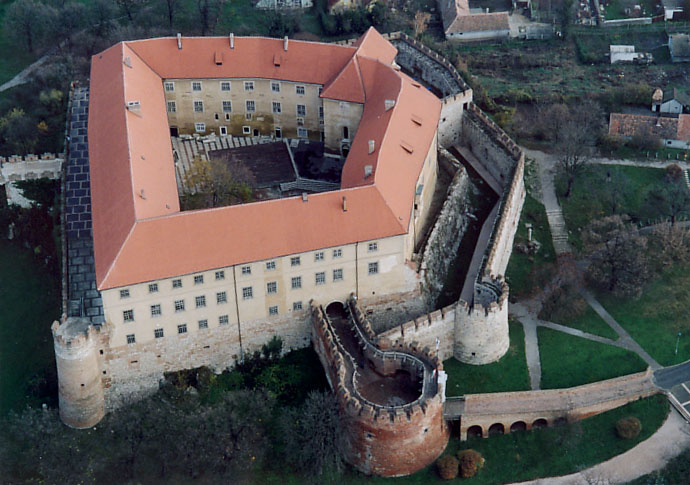
Hrad Siklós
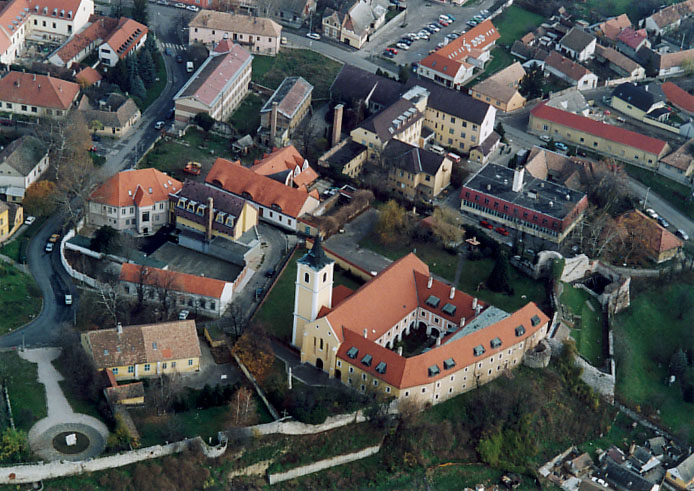
Augustiniánský klášter